# Luke Fagan
Luke Fagan (ur. ok. 1656 w Lick Bla near Castlepollard, zm. 22 listopada 1733 w Dublinie) – irlandzki duchowny rzymskokatolicki, arcybiskup Dublina w latach 1729–1733.
Pochodził z katolickiej, szlacheckiej rodziny posiadającej dobra ziemskie w hrabstwie Westmeath. Wykształcenie uzyskał w szkołach jezuickich. Na kapłana został wyświęcony około 1682 roku przez biskupa Meath, Jamesa Cusacka. Po uzyskaniu prezbiteratu kontynuował edukację w Kolegium Irlandzkim w Sewilli. Losy jego pobytu na kontynencie europejskim przed powrotem do Irlandii nie są do końca jasne. Prawdopodobnie przebywał w Hiszpanii, Portugalii i Francji. Istnieją przesłanki, że sympatyzował z teologią jansenizmu i był odpowiedzialny za wydanie tłumaczeń katechizmu François Pougeta, który trafił do Indeksu Ksiąg Zakazanych.
Od 1707 roku Luke Fagan przebywał w Irlandii. Pełnił funkcje rzymskokatolickiego proboszcza w Howth i Baldoyle. W 1713 roku otrzymał po bracie Jamesie Faganie nominację na biskupa Meath. Jako ordynariusz wywołał kontrowersję w Kościele katolickim, gdy pod wpływem działań księdza Paula Kenny'ego dopuścił się udzielenia pomocy wikariatowi apostolskiemu Batawii i mimo zakazu papieskiego wyświecił dla tej administratury kościelnej kilkunastu księży (w tym późniejszych biskupów Kościoła Utrechtu - Hieronymusa de Bocka i Petrusa Meindaertsa). Mimo wszczętego przez Stolicę Apostolską śledztwa uniknął grożących mu kar kościelnych. 
W 1729 roku w sędziwym wieku został ustanowiony arcybiskupem Dublina. Powodem nominacji dla Luke'a Fagana na ten urząd była potrzeba wyznaczenia dla archidiecezji rządcy kompromisowego po śmierci arcybiskupa Dominica Edwarda Murphy'ego.